# Município de Franklin (condado de Macon, Carolina do Norte)
Localização da Carolina do Norte nos E.U.A.
O município de Franklin (em inglês: Franklin Township) é um município localizado no  condado de Macon no estado estadounidense da Carolina do Norte. No ano 2010 tinha uma população de 14.509 habitantes.

## Geografia
O município de Franklin encontra-se localizado nas coordenadas 35° 10′ 26,34″ N, 83° 23′ 43,56″ O.